# Guatteria sanctae-crucis
Guatteria sanctae-crucis este o specie de plante angiosperme din genul Guatteria, familia Annonaceae, descrisă de Paulus Johannes Maria Maas și Lübbert Ybele Theodoor Westra. Conform Catalogue of Life specia Guatteria sanctae-crucis nu are subspecii cunoscute.